# Cabo Purvis
Cabo Purvis es un cabo que forma el extremo sur de la isla Dundee, frente al extremo norte de la península Antártica. Su topografía es la de un promontorio que forma una meseta. El resto de la isla es liso

## Composición
La única porción grande y accesible del Cabo Purvis está en el suroeste. Está compuesta de roca volcánica recientemente formada del Grupo Volcánico de la Isla James Ross. El cabo Purvis se describe como una tuya basáltica en la Enciclopedia de Ciencias Cuaternarias.
El basalto del cabo Purvis tienen una composición similar a la lava de la isla Paulet, que está a 5 km al este de éste. Dicha composición es relativamente baja en óxido de magnesio pero alta en dióxido de titanio, óxido de calcio y niobio. La cumbre cubierta de nieve y hielo del cabo Purvis cuenta con una colina sin nombrar en el extremo norte.

## Descubrimiento
Fue descubierto en 1842 por el capitán James Clark Ross, de la Marina Real, y bautizado en honor al Comodoro (más tarde contralmirante) John B. Purvis, de la Marina Real, que ayudó a la expedición de Ross. De todas las islas del Grupo Volcánico de la Isla James Ross, es la más al norte. También es una de los más jóvenes.